# Katolički bogoslovni fakultet u Sarajevu
Katolički bogoslovni fakultet u Sarajevu (lat. Facultas theologiae cathoolicae) je visokoškolska ustanova i sastavnica Sveučilišta u Sarajevu. Osnovan je 1890. godine. Prethodnice Fakulteta bile su Vrhbosansko bogoslovno sjemenište i Vrhbosanska visoka teološka škola.
Fakultet izdaje časopis Vrhbosnensia.

## Katedre
Katedre su ustrojbene jedinice Fakulteta.
- Katedra filozofije
- Katedra Svetog pisma Starog zavjeta
- Katedra Svetog pisma Novog zavjeta
- Katedra fundamentalne teologije
- Katedra povijesti kršćanske literature i kršćanskog nauka
- Katedra dogmatske teologije
- Katedra moralne teologije
- Katedra pastoralne teologije
- Katedra liturgike
- Katedra crkvene povijesti
- Katedra Istočnoga bogoslovlja i Ekumenizma
- Katedra kanonskog prava
- Katedra religiozne pedagogije i katehetike
- Katedra socijalnog nauka Crkve
- Zajednički obvezatni kolegiji

## Vanjske poveznice
- Službena stranica